# 鄧寶珊
鄧寶珊（1894年—1968年），原名邓瑜，男，甘肃天水人，中國近代政治人物、地方軍閥派系，西北軍將領。

## 生平

### 前期
16歲在新疆參加同盟會，17歲參加伊犁起義。在陝西參加討伐袁世凱。1918年在陝西三原跟胡景翼創立靖國軍，又参加馮玉祥的國民革命軍，曾經招收共產黨人訓練成幹部，例如鄧小平也曾受他賞識提拔。
在中原大戰期間，因第8方面軍司令官樊鐘秀戰死之故，鄧寶珊被馮玉祥臨時委任擔任該部隊司令官一職。在西北軍於中原大戰遭殲滅後，鄧寶珊脫離企圖將其拘禁向南京國民政府輸誠的第8方面軍，避居上海法國租界內。
九一八事件後，經由于右任斡旋， 鄧寶珊重新復出。在民國21年2月出任西安綏靖公署駐甘（甘肅）行署主任，襄助邵力子處理甘肅省省務（軍事方面），並協調國民政府與西北馬家之間的關係。
1936年发生西安事變，他支持張學良與楊虎城的八項主張。

### 抗戰及內戰
1937年9月，国民政府军事委员会把驻甘肃的邓宝珊新编第一军调陕北榆林，与原驻榆林的高双成第86师（约1.5万人，驻横山、榆林、神木、府谷4县）合编为第二十一军团，军团长邓宝珊。1938年10月，第二十一军团改编为晉陝綏邊區總司令部，邓宝珊任总司令，副司令高双成、陈长捷（1940年任，兼伊克昭盟守备总司令）。
作為地方實力派軍閥，鄧控制地區與中共所謂陝甘寧邊區控制區接壤。1939年4月，邓宝珊赴武功县参加胡宗南召集的军事会议，从榆林乘汽车途经延安未被中共察觉。5月邓宝珊返回榆林过延安住店也未通知边区政府。毛泽东与八路军留守兵团司令员萧劲光、李富春、周小舟一行亲自到旅馆登门拜访，宴请邓宝珊和随行人员。邓宝珊应邀在延安逗留一周，回访了毛泽东和在延安的中共党政军其他领导人，参观了抗大、陕北公学，出席了招待文艺晚会和群众大会，与正在陕北公学学习的邓的二女儿、共产党员邓友梅（后因肺病在榆林病逝）见面。
1943年6月正值抗战时期第三次反共高潮，邓宝珊赴重庆开会，6月10日抵绥德，中共绥德地委书记习仲勋主持会议，驻绥德的抗大总校校长徐向前热烈欢迎并邀请邓宝珊在群众大会上讲话都在会上讲话。6月17日邓宝珊一行到达延安停留4天，受到毛泽东、朱德、贺龙、林伯渠、续范亭等欢迎宴请。1944年11月15日，邓宝珊从西安回榆林途径延安，逗留至12月上旬才离延回榆，其间参观了边区军民大生产成果展览会，出席了边区劳动英雄大会并发表讲话。1944年12月22日，毛泽东在给邓宝珊的亲笔信中写：“八年抗战，先生支撑北线，保护边区，为德之大，更不敢忘。”
1948年平津戰役時期，鄧寶珊作为华北剿总副总司令兼晋陕绥边区司令部司令，归傅作义节制，在战争后期充當解放軍與傅作義之間的調停人，又當傅作義的全權代表，達成協議，北平開城投降，保住了北京歷史文化都城。

### 中華人民共和國
1949年中华人民共和国成立後，历任西北軍政委員會委員、國防委員會委員、甘肅省人民政府主席、首任省長直至1967年、中國國民黨革命委員會常委，獲一級解放勛章。1954年，当选第一届全国人民代表大会代表。1956年后兼任民革中央副主席。
文化大革命時，遭受紅衛兵的衝擊。1966年11月下旬，一批以中學生為主的北京紅衛兵，闖進鄧寶珊居住的「鄧園」，到各房間搜查後找到一把刻有「蔣中正贈」字樣的佩劍，當成反動的證據，把臥病在床的鄧寶珊從床上拉起來，罰他跪在地上，紅衛兵並拔出劍，架在鄧寶珊的脖子上進行批鬥，質問他「是不是反動派？打過紅軍沒有？殺過共產黨沒有？」后来，这批红卫兵被一批兰州当地大学生押到火车站，送上东去火车，驱逐出了兰州。幾天後周恩來總理通过新华社甘肃分社的内参知道此事，要求当时尚在主持甘肃省政府工作的省委书记处书记、常务副省长胡继宗保护邓宝珊，保证他的人身安全。之后又派專機把鄧寶珊將軍接到北京，安排住進了醫院。
1968年11月27日下午，鄧寶珊將軍在北京逝世，此後經周恩來努力，鄧寶珊的名字位列八寶山革命公墓。

## 個人生活
鄧寶珊雖然出身行伍，只是念過私塾，但是他愛知識，有文學素養，堅持自學，又時常與文化人切磋心得，品詩論畫，所以有儒將之稱。鄧寶珊曾經出資支持天水學者出書，也曾捐資修繕紀將軍祠、麥積山石窟棧道等。兰州邓家花园是其故居。
1941年，邓夫人崔锦琴及三子女在日军飞机的轰炸中罹难，葬于兰州邓家花园内“邓夫人墓”。

## 纪念
1980年全国政协文史委员会准备编辑出版邓宝珊将军史料专辑，全国政协副主席屈武请邓小平题写书名候，邓小平说“邓先生对共产党的友好态度是始终如一的，没有反复”并题写《邓宝珊将军史料专辑》书名。
1987年，天水市决定修建邓宝珊纪念亭，通过甘肃省委统战部致函中共中央办公厅，请邓小平为纪念亭题写匾名，邓小平署名题写“邓宝珊将军纪念亭”匾额。
位于兰州市城关区的“邓园”，即“邓家花园”，是邓宝珊故居和生前办公场所。1933年购置。2012年3月在中央统战部、甘肃省、兰州市和各部门的支持下，投资3780万元对邓园进行了维修改造。
位于天水秦城区的邓宝珊将军纪念馆， 2012年6月20日开馆。